# Fredy Setiawan
Fredy Setiawan (29 de noviembre de 1991) es un deportista indonesio que compite en bádminton adaptado. Ganó tres medallas en los Juegos Paralímpicos de Verano, en los años 2020 y 2024.

## Palmarés internacional
| Juegos Paralímpicos | Juegos Paralímpicos | Juegos Paralímpicos | Juegos Paralímpicos  |
| Año                 | Lugar               | Medalla             | Prueba               |
| ------------------- | ------------------- | ------------------- | -------------------- |
| 2020                | Tokio (Japón)       | Medalla de bronce   | Individual SL4       |
| 2024                | París (Francia)     | Medalla de plata    | Dobles SL3-SU5 mixto |
| 2024                | París (Francia)     | Medalla de bronce   | Individual SL4       |